# Armes à enquerre
Armes à enquerre, ou parfois armes fausses, est une expression utilisée en héraldique pour qualifier les armes qui ne sont pas établies selon les règles ordinaires du blason, plus particulièrement la règle dite « de contrariété des couleurs » (ni métal sur métal, ni émail sur émail),,, faites ainsi, selon certains, pour attirer l'attention sur un fait remarquable dont on doit s'enquérir. Cependant, la plupart du temps, ce n'est qu'une façon « polie » de signaler une entorse fautive.

## Exemple type

Armoiries du royaume de Jérusalem.

Depuis les grands traités héraldiques du XVe siècle, on considère les armes du royaume croisé de Jérusalem comme l'exemple par excellence des armes à enquerre, du fait de leur notoriété et du prestige qui leur est attaché. Leur description moderne est la suivante : « d'argent, à la croix potencée d'or, cantonnée de quatre croisettes du même ».
Selon la tradition, ce blason est volontairement à l'enquerre (il contrevient aux règles héraldiques en disposant un métal directement sur un autre métal), pour mieux marquer le prestige tout particulier de ce royaume,.
Pour Pierre Joubert, ce manquement aux règles s'expliquerait ainsi : « Sans doute est-ce parce que la règle n'existait pas lors de la première croisade » (période de la création du blason). Cette explication est sans doute forcée dans la mesure où l'on peut également douter que lesdites armes aient existé à l'époque de leur hypothétique conception.

## Réalité statistique

Armoiries de la maison de Mendoza.

Les historiens contemporains se sont posé la question de savoir quelle était la proportion de ces armes à enquerre et donc si la règle d'alternance des couleurs correspondait à une réalité statistique. Michel Pastoureau a, dans une certaine mesure, confirmé la règle à partir d'un corpus de dix mille armoiries tirées des armoriaux du XIIIe au XVe siècle. Les exceptions sont assez rares, sauf dans la péninsule Ibérique où elles atteignent 2 %, ce qui est loin d'être négligeable.
Il constate aussi qu'au Moyen Âge l'héraldique imaginaire montre également une plus grande propension à l'enquerre. On notera néanmoins que son corpus concerne avant tout des pays d'héraldique classique au Moyen Âge.
Bruno Heim a tenté la même expérience à partir des cent vingt mille armoiries de l'armorial de Rietstap et a abouti à une moyenne de 1,2 % d'écarts, concernant surtout des chevauchements de couleur sur couleur. Ces proportions explosent néanmoins dans les armoiries orientales, notamment russes et hongroises. Mais même en Angleterre, pays qui passe pour être un parangon de correction héraldique, l'Introductio ad latinam blasonam de Gibbon (1682) liste une série de ces armes non conformes.
De fait, il semble qu'il faille nettement distinguer les pays d'héraldique classique, à l'ouest du Rhin, et dans une moindre mesure le glacis entre Rhin et Elbe, des autres. Si la règle est rarement, quoique incontestablement, transgressée dans les premiers, son observation semble décroître à mesure que l'on progresse vers l'est.
En Espagne, certains la considèrent même comme inutile : Diego de Valera, à ce sujet, écrit dans son traité des armes : « De même beaucoup d'officiers d'armes disent que les armes qui sont de deux métaux, comme d'or ou d'argent, ou de deux couleurs, comme de vert ou de pourpre, sont fausses. Ceci, sache Votre grandeur, ne doit pas être : s'il en était ainsi, les armes de Jérusalem seraient fausses, car elles sont de champ d'argent à la croix d'or […]. S'il en était ainsi, seraient fausses les armes de Mendoza, qui est l'une des plus nobles et des plus anciennes baronnies d'Espagne. On ne peut pas croire qu'un royaume si ancien et une baronnie si noble porteraient des armes fausses. »